# باشگاه فوتبال ایلینه آماتور
باشگاه فوتبال ایلین آماتور یک باشگاه فوتبال در سن-پیر و میکلون است که در حال حاضر در لیگ دسته اول فوتبال سن-پیر و میکلون رقابت می‌کند. این باشگاه بازی‌های خانگی خود را در ورزشگاه جان ژیراردن برگزار می‌کند. این باشگاه با ۲۸ عنوان قهرمانی لیگ و ۲۵ عنوان قهرمانی جام حذفی (شامل حداقل ۲۲ قهرمانی دوگانه) موفق‌ترین باشگاه در تاریخ این منطقه است.